# Matt Monro
Matt Monro, auch Matt Munro (* 1. Dezember 1930 in Shoreditch; † 7. Februar 1985; eigentlicher Name Terrence Parsons) war ein britischer Sänger.

## Leben
Monro war LKW- und Busfahrer. Aber das Singen machte ihm ebenso viel Freude. 1954 trat er zum ersten Mal professionell auf, und ab 1956 hatte er Erfolg. Er tingelte durch die Clubs und bekam Ende der 1950er Jahre einen Plattenvertrag. Bis 1974 war er immer wieder in den Charts vertreten. In der britischen Presse wurde er in Anspielung auf einen seiner vorherigen Jobs oft mit dem Spitznamen „The Singing Bus Driver“ bezeichnet.
Für den James-Bond-Film Liebesgrüße aus Moskau sang Monro (meist angegeben als Munro) das Titelstück From Russia with Love aus der Feder von Lionel Bart. Das Lied ist kurz während des Filmverlaufs zu hören und in voller Länge zum Abspann. Er sang 1965 das Titellied Born Free zum gleichnamigen Film (dt. Filmtitel Frei geboren – Königin der Wildnis). Der Song von John Barry und Don Black wurde mit dem Oscar als bestes Lied ausgezeichnet.
Er vertrat Großbritannien beim Eurovision Song Contest 1964 mit dem Tony-Hatch-Titel I Love the Little Things und erreichte hinter der Siegerin Gigliola Cinquetti den zweiten Platz. Der österreichische Beitrag Warum nur, warum? von Udo Jürgens, der den 6. Platz erreichte, gefiel ihm so gut, dass er eine englische Fassung mit dem Titel Walk Away aufnahm und damit die Hitparaden stürmte. Im Laufe seiner Karriere nahm er noch fünf weitere Kompositionen von Udo Jürgens in englischer Sprache auf (Without You, The Music Played, Lovin' You Again, If I Never Sing Another Song und Merci Chérie), drei davon (wie auch Walk Away) zusätzlich noch in Versionen mit spanischen Texten für Alben speziell für den lateinamerikanischen Markt. Die 1992 bzw. 1996 erschienenen Alben The Very Best Of und Best Of wurden mit Platin bzw. Gold in Großbritannien ausgezeichnet.
1969 sang er für den Film The Italian Job das von Quincy Jones komponierte On Days like These, das die Anfangsszene begleitet. Für dieses erhielt er 2022 eine silberne Schallplatte in Großbritannien.
Für den Film Die Seewölfe kommen sang er das Lied The Precious Moments ein. Die Melodie war das Leitmotiv des Films und basierte auf dem Warschauer Konzert von Richard Addinsell.
Matt Monro starb im Alter von 54 Jahren an Leberkrebs und wurde im Golders Green Crematorium in London eingeäschert, wo sich auch seine Asche befindet. Sein langjähriger Manager war Don Black.

## Diskografie

### Alben
| Jahr | Titel                              | Höchstplatzierung, Gesamtwochen, AuszeichnungChartplatzierungen (Jahr, Titel, Platzierungen, Wochen, Auszeichnungen, Anmerkungen) | Höchstplatzierung, Gesamtwochen, AuszeichnungChartplatzierungen (Jahr, Titel, Platzierungen, Wochen, Auszeichnungen, Anmerkungen) | Anmerkungen |
| Jahr | Titel                              | UK | US | Anmerkungen |
| ---- | ---------------------------------- | --- | --- | ----------- |
| 1961 | My Kind of Girl                    | — | US87 (14 Wo.)US |             |
| 1965 | Walk Away                          | — | US126 (3 Wo.)US |             |
| 1965 | I Have Dreamed                     | UK20 (1 Wo.)UK | — |             |
| 1966 | This Is the Life                   | UK25 (2 Wo.)UK | — |             |
| 1967 | Invitation to the Movies/Born Free | UK30 (1 Wo.)UK | US86 (22 Wo.)US |             |
| 1980 | Heartbreakers                      | UK5 Gold · (11 Wo.)UK | — |             |
| 1995 | This Is …                          | UK83 Silber · (1 Wo.)UK | — |             |
| 2005 | The Ultimate                       | UK7 Gold · (11 Wo.)UK | — |             |
| 2007 | From Matt with Love                | UK30 (6 Wo.)UK | — |             |
| 2010 | The Greatest                       | UK28 (4 Wo.)UK | — |             |
| 2020 | Stranger in Paradise               | UK8 (2 Wo.)UK | — |             |

Weitere Alben
- 1957: Blue and Sentimental
- 1961: Love Is The Same Anywhere
- 1961: Portrait
- 1962: Matt Monro Sings Hoagy Carmichael
- 1964: Great Songs From The Movies
- 1964: From Russia With Love
- 1965: Hits of Yesterday
- 1965: All My Loving
- 1965: Let’s Face The Music
- 1965: Hits of Yesterday
- 1966: Here’s To My Lady
- 1967: Invitation To Broadway
- 1967: These Years
- 1967: Yesterday
- 1968: The Late, Late Show
- 1968: Time After Time
- 1968: Walk Softly Into Love
- 1968: Alguien Cantó
- 1970: Close To You
- 1970: En España nº2
- 1973: For The Present
- 1975: Let Me Sing
- 1975: The Other Side of The Stars
- 1975: The Long and Winding Road
- 1982: Un Toque de Distinción
- 1983: All My Loving
- 1992: The Very Best Of (UK: Platin)
- 1996: Best Of (UK: Gold)
- 1996: Complete Heart Breakers (UK: Silber)
- 1998: Songs Of Love (UK: Silber)
- 1998: Softly As I Leave You (UK: Silber)
- 2004: The Collection (UK: Silber)
- 2008: Live In Australia
- 2009: Matt At The BBC
- 2011: Words and Music
- 2013: Alternate Monro
- 2014: Live In Twin Towns, Australia 1984
- 2015: "Operation Santa Claus" Live in Hong Kong, 1962

### Singles
| Jahr | Titel Album                                         | Höchstplatzierung, Gesamtwochen, AuszeichnungChartplatzierungen (Jahr, Titel, Album, Platzierungen, Wochen, Auszeichnungen, Anmerkungen) | Höchstplatzierung, Gesamtwochen, AuszeichnungChartplatzierungen (Jahr, Titel, Album, Platzierungen, Wochen, Auszeichnungen, Anmerkungen) | Anmerkungen                   |
| Jahr | Titel Album                                         | UK | US | Anmerkungen                   |
| ---- | --------------------------------------------------- | --- | --- | ----------------------------- |
| 1960 | Portrait of My Love My Kind of Girl                 | UK3 (16 Wo.)UK | — |                               |
| 1961 | My Kind of Girl                                     | UK5 (12 Wo.)UK | US18 (14 Wo.)US |                               |
| 1961 | Why Not Now?/Can This Be Love? Let’s Face The Music | UK24 (9 Wo.)UK | US92 (3 Wo.)US |                               |
| 1961 | Gonna Build a Mountain Walk Away                    | UK44 (3 Wo.)UK | — |                               |
| 1962 | Softly As I Leave You Walk Away                     | UK10 (18 Wo.)UK | — |                               |
| 1962 | When Love Comes Along –                             | UK46 (3 Wo.)UK | — |                               |
| 1962 | My Love and Devotion Great Songs From The Movies    | UK29 (5 Wo.)UK | — |                               |
| 1963 | From Russia with Love                               | UK20 (13 Wo.)UK | — |                               |
| 1964 | Walk Away                                           | UK4 (20 Wo.)UK | US23 (9 Wo.)US |                               |
| 1964 | For Mama Hits of Yesterday                          | UK23 (4 Wo.)UK | — |                               |
| 1965 | Without You Walk Away                               | UK37 (4 Wo.)UK | — |                               |
| 1965 | Yesterday Hits of Yesterday                         | UK8 (12 Wo.)UK | — |                               |
| 1973 | And You Smiled –                                    | UK28 (8 Wo.)UK | — |                               |
| 1995 | We’re Gonna Chance the World –                      | UK100 (1 Wo.)UK | — | Matt Monro Jr. mit Matt Monro |